# Прия Раджванш
Прия Раджванш (англ. Priya Rajvansh, 1937, Шимла, Британская Индия — 27 марта 2000, Мумбаи), урождённая Вера Сандер Сингх (англ. Vera Sunder Singh) — индийская актриса, известная своей игрой в таких фильмах на хинди, как «Хир Раанджа» (1970) и «Хансте Захм» (1973), среди немногих фильмов, в которых она снялась за свою карьеру.

## Ранние годы и образование
Прия Раджванш родилась под именем Вира Сандер Сингх в Шимле. Её отец Сандер Сингх служил в лесном департаменте. Она выросла в Шимле вместе со своими братьями Камалджитом Сингхом (Гулу) и Падамджитом Сингхом. Она училась в Окленд-Хаусе, где была капитаном школы, и в монастырской школе Иисуса и Марии в Шимле. В 1953 году она окончила колледж Св. Беды в Шимле и поступила в Муниципальный колледж Бхаргавы. В этот период она сыграла в нескольких английских пьесах в известном театре Гейети в Шимле. 
Ее отец работал по заданию ООН, поэтому после окончания учебы она поступила в Королевскую академию драматического искусства в Лондоне, Великобритания.

## Карьера
Ещё во время пребывания Прии в Лондоне (ей было тогда 22 года) одна из её фотографий, сделанная лондонским фотографом, каким-то образом попала в киноиндустрию на хинди. О ней узнал кинорежиссёр того времени Тхакур Ранвир Сингх, принадлежавший к раджпутской семье из Кота. Сингх написал и снял популярные британские и голливудские фильмы с Юлом Бриннером и Урсулой Андресс в главных ролях, а также был знаком с Питером О’Тулом и Ричардом Бертоном.
Впоследствии Ранвир Сингх привел её на встречу с Четаном Анандом (братом Дева Ананда и Виджая Ананда) в 1962 году, и они пригласили её в один из своих фильмов, «Хакикат» (1964). Фильм стал хитом и часто считается одним из лучших индийских фильмов о войне. Вскоре она завязала отношения со своим наставником Четаном Анандом, который только что расстался со своей женой. Прия была на много лет моложе Четана. После этого она снималась только в фильмах Четана Ананда, в которых участвовала во всех аспектах — от сюжета до сценария, текстов и пост-продакшена. Четан, в свою очередь, ни разу не снял фильм без неё в качестве главной героини. Несмотря на то, что она была очень талантливой актрисой, её английский акцент и западная женственность не понравились индийской публике.
Её следующий фильм, Heer Raanjha, вышел только в 1970 году, где она играла с модным в то время актёром Рааджем Кумаром, и фильм стал хитом. Затем в 1973 году вышел «Хансте Захм», возможно, лучший фильм в её карьере. Другими её известными фильмами были «Индостан Ки Касам» (1973) с Рааджем Кумаром и «Кудрат» (1981) в паре с Раджешем Кханной. Она также снялась вместе с Девом Анандом в фильме «Сахеб Бахадур» в 1977 году. Её последний фильм «Haathon Ki Lakeeren» вышел на экраны в 1985 году, после чего она завершила карьеру в кино.

## Личная жизнь

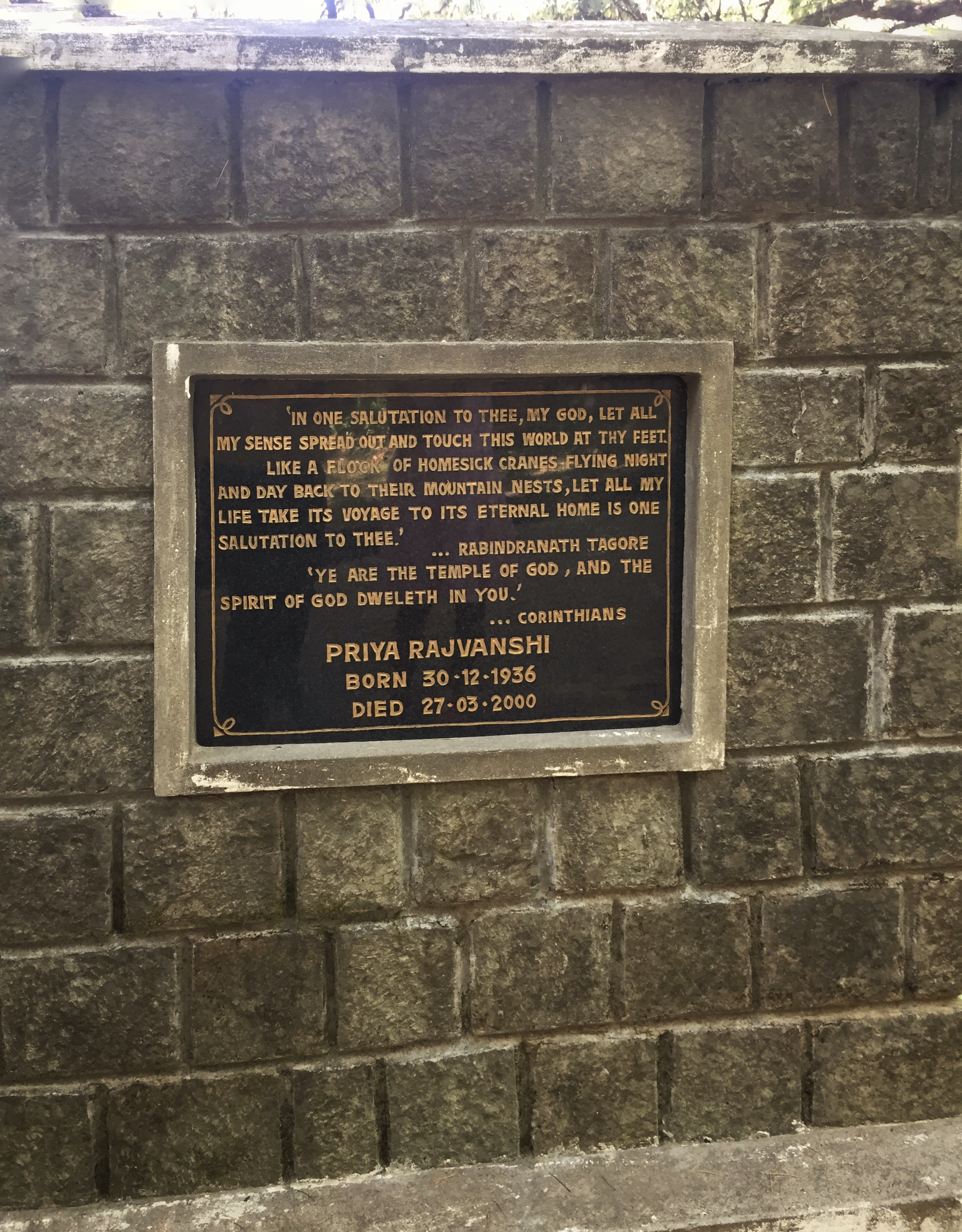
Мемориальная доска в церкви Святого Иоанна, Дхарамсала

У Прии Раджванш и Четана Ананда были личные отношения, и они жили вместе, хотя сначала у неё была собственная квартира в поместье Калумал, а затем дом побольше в Мангал Киран. Два её брата, Камалджит Сингх (Гулу) и Падамджит Сингх, проживают в Лондоне и США соответственно и имеют родовой дом в Чандигархе.
После смерти Четана Ананда в 1997 году она унаследовала часть его имущества вместе с сыновьями от первого брака. Она была убита 27 марта 2000 года в бунгало Четана Ананда Руиа Парк в Джуху, Мумбаи, Индия. Полиция предъявила обвинения в её убийстве сыновьям Четана Ананда Кетану Ананду и Вивеку Ананду, а также их сотрудникам Мала Чоудхари и Ашоку Чиннасвами. Считалось, что их мотивом были права на наследование ею собственности Четана Ананда. Рукописные записи Раджванш и письмо, адресованное ею Виджаю Ананду, были представлены в суде в качестве доказательств обвинения. Письмо и заметки проливают свет на страх и тревогу Раджванш в период, предшествовавший её смерти при загадочных обстоятельствах. 
Четверо обвиняемых были признаны виновными и приговорены к пожизненному заключению в июле 2002 года, но в ноябре 2002 года их выпустили под залог. В 2011 году Высокий суд Бомбея согласился рассмотреть апелляции, поданные обвиняемыми на постановление суда первой инстанции.